# Thomas Johansson
Thomas Johansson (* 24. března 1975, Linköping, Švédsko) je bývalý profesionální švédský tenista. Jeho nejlepším výsledkem bylo vítězství na grandslamovém turnaji Australian Open v roce 2002. V témže roce dosáhl také nejlepšího umístění na žebříčku ATP, kdy byl klasifikován na 7. místě.
V srpnu 2008 na LOH 2008 v Pekingu získal stříbrnou medaili, když prohrál se svým krajanem Aimonem Aspelinem ve finále čtyřhry se švýcarským párem.

## Finále na Grand Slamu

### Mužská dvouhra: 1 (1–0)
| Stav  | rok  | turnaj          | povrch | soupeř ve finále | výsledek                |
| ----- | ---- | --------------- | ------ | ---------------- | ----------------------- |
| Vítěz | 2002 | Australian Open | tvrdý  | Marat Safin      | 3–6, 6–4, 6–4, 7–6(7–4) |

## Turnaje Série ATP Masters

### Vítěz - dvouhra (1)
| Rok  | Turnaj   | Finalista           | Výsledek      |
| 1999 | Montreal | Jevgenij Kafelnikov | 1–6, 6–3, 6–3 |

## Vítěz (15)

### Dvouhra (ATP: 9, Challengery: 3)
| Legenda (Dvouhra)     |
| Grand Slam (1)        |
| Turnaje Mistrů (0)    |
| Série ATP Masters (1) |
| ATP Tour (7)          |
| Challengery (3)       |

| Tituly podle povrchu |
| Tvrdý (6)            |
| Tráva (2)            |
| Antuka (1)           |
| Koberec (3)          |

| Číslo (ATP) | Datum              | Turnaj          | Povrch    | Finalista           | Výsledek        |
| CH          | 8. květen, 1995    | Jeruzalém       | Tvrdý     | Patrick Baur        | 6–4 7–6         |
| CH          | 18. září, 1995     | Neapol          | Antuka    | Frederic Vitoux     | 6–0 6–0         |
| 1.          | 10. březen, 1997   | Kodaň           | Koberec   | Martin Damm         | 6–4 3–6 6–2     |
| 2.          | 17. březen, 1997   | Petrohrad       | Koberec   | Renzo Furlan        | 6–3 6–4         |
| 3.          | 2. srpen, 1999     | Montreal        | Tvrdý     | Jevgenij Kafelnikov | 1–6 6–3 6–3     |
| 4.          | 20. listopad, 2000 | Stockholm       | Tvrdý (h) | Jevgenij Kafelnikov | 6–2 6–4 6–4     |
| 5.          | 11. červen, 2001   | Halle           | Tráva     | Fabrice Santoro     | 6–3 6–7 6–2     |
| 6.          | 18. červen, 2001   | Nottingham      | Tráva     | Harel Levy          | 7–5 6–3         |
| 7.          | 14. leden, 2002    | Australian Open | Tvrdý     | Marat Safin         | 3–6 6–4 6–4 7–6 |
| 8.          | 25. říjen, 2004    | Stockholm       | Tvrdý (h) | Andre Agassi        | 3–6 6–3 7–6     |
| 9.          | 24. říjen, 2005    | Petrohrad       | Koberec   | Nicolas Kiefer      | 6–4 6–2         |
| -           | 6. srpen, 2007     | Binghamton      | Tvrdý     | Dušan Vemić         | 6–4 7–6         |

### Čtyřhra (ATP: 1, Challengery: 2)
| Legenda (Čtyřhra)     |
| Grand Slam (0)        |
| Turnaj Mistrů (0)     |
| Série ATP Masters (0) |
| ATP Tour (1)          |
| Challengery (2)       |

| Tituly dle povrchu |
| Tvrdý (0)          |
| Tráva (0)          |
| Antuka (3)         |
| Koberec (0)        |

| Číslo | Datum              | Turnaj      | Povrch | Spoluhráč            | Finalisté                     | Výsledek     |
| CH    | 17. červenec, 1995 | Lillehammer | Antuka | Lars-Anders Wahlgren | Andrew Ilie Todd Larkham      | 2–6 6–3 6–3  |
| CH    | 24. červenec, 1995 | Tampere     | Antuka | Marten Renstrom      | Emanuel Couto Bernardo Mota   | 6–3 6–3      |
| 1.    | 16. červenec, 2006 | Båstad      | Antuka | Jonas Björkman       | Christopher Kas Oliver Marach | 6–3 4–6 10-4 |

## Finálové účasti (8)

### Dvouhra (ATP: 6, Challengery: 1)
| Legenda (Dvouhra)     |
| Grand Slam (0)        |
| Turnaj Mistrů (0)     |
| Série ATP Masters (0) |
| ATP Tour (5)          |
| Challengery (1)       |

| Tituly dle povrchu |
| Tvrdý (2)          |
| Tráva (1)          |
| Antuka (0)         |
| Koberec (3)        |

| Číslo | Datum             | Turnaj     | Povrch    | Vítěz               | Výsledek    |
| CH    | 5. únor, 1996     | Wolfsburg  | Koberec   | Gianluca Pozzi      | 6–4 6–7 6–7 |
| 1.    | 2. březen, 1998   | Rotterdam  | Koberec   | Jan Siemerink       | 6–7 2–6     |
| 2.    | 9. listopad, 1998 | Stockholm  | Tvrdý (h) | Todd Martin         | 3–6 4–6 4–6 |
| 3.    | 14. červen, 2004  | Nottingham | Tráva     | Paradorn Srichaphan | 6–1 6–7 3–6 |
| 4.    | 23. říjen, 2006   | Petrohrad  | Koberec   | Mario Ančić         | 5–7 6–7     |
| 5.    | 8. říjen, 2007    | Stockholm  | Tvrdý     | Ivo Karlović        | 3–6 6–3 1–6 |

### Čtyřhra (ATP: 1, Challengery: 1)
| Legend (Čtyřhra)      |
| Grand Slam (0)        |
| Turnaj Mistrů (0)     |
| Olympijské hry (0)    |
| Série ATP Masters (0) |
| ATP Tour (0)          |
| Challengery (1)       |

| Tituly dle povrchu |
| Tvrdý (2)          |
| Tráva (0)          |
| Antuka (0)         |
| Koberec (0)        |

| Číslo | Datum          | Turnaj           | Povrch | Spoluhráč     | Vítězové                         | Výsledek              |
| CH    | 11. únor, 2008 | East London      | Tvrdý  | Stefan Koubek | Jonas Bjorkman Kevin Ullyett     | 2–6 2–6               |
| 1.    | 17. srpen 2008 | LOH 2008, Peking | Tvrdý  | Simon Aspelin | Roger Federer Stanislas Wawrinka | 3–6, 4–6, 7–6(4), 3–6 |

## Davisův pohár
Johansson se zúčastnil 16 zápasů v Davisově poháru za tým Švédska.
Bilance dvouhra 16-12
Bilance čtyřhra 1-3